# Belgravia (miniserie televisiva)
Belgravia è una miniserie televisiva anglo-statunitense, ambientata nel XIX secolo e basata sull'omonimo romanzo del 2016 di Julian Fellowes. La miniserie, una co-produzione tra Carnival Films e l'emittente via cavo statunitense Epix, è adattata da Fellowes e riunisce la squadra dietro a Downton Abbey con Gareth Neame e Nigel Marchant come produttori esecutivi insieme a Liz Trubridge e Fellowes. Belgravia è diretta da John Alexander e prodotta da Colin Wratten.

## Trama
Belgravia inizia al ballo della duchessa di Richmond  (nella notte tra il 15 e il 16 giugno 1815), che si tenne a Bruxelles per il duca di Wellington alla vigilia della battaglia di Quatre-Bras, due giorni prima della battaglia di Waterloo.

## Puntate
| nº | Titolo originale | Titolo italiano | Prima TV UK    | Prima TV Italia |
| -- | ---------------- | --------------- | -------------- | --------------- |
| 1  | Episode 1        | Episodio 1      | 15 marzo 2020  | 6 ottobre 2021  |
| 2  | Episode 2        | Episodio 2      | 22 marzo 2020  | 6 ottobre 2021  |
| 3  | Episode 3        | Episodio 3      | 29 marzo 2020  | 13 ottobre 2021 |
| 4  | Episode 4        | Episodio 4      | 5 aprile 2020  | 13 ottobre 2021 |
| 5  | Episode 5        | Episodio 5      | 12 aprile 2020 | 20 ottobre 2021 |
| 6  | Episode 6        | Episodio 6      | 19 aprile 2020 | 20 ottobre 2021 |

## Personaggi e interpreti

### Principali
- Anne Trenchard, interpretata da Tamsin Greig, doppiata da Emanuela Rossi.
Moglie di James di umili origini, assennata e sagace.
- James Trenchard, interpretato da Philip Glenister, doppiato da Pasquale Anselmo.
Marito di Anne, inizialmente è uno dei più importanti fornitori del duca di Wellington. Dopo la guerra, si reinventa come imprenditore nella costruzione di nuovi quartieri a Londra.
- Caroline Bellasis, interpretata da Harriet Walter, doppiata da Antonella Giannini.
Contessa di Brockenhurst, altera e avveduta.
- Susan Trenchard, interpretata da Alice Eve, doppiata da Myriam Catania.
Moglie di Oliver.
- Turton, interpretato da Paul Ritter.
Maggiordomo dei Trenchard.
- Ellis, interpretata da Saskia Reeves, doppiata da Alessandra Cassioli.
 Cameriera personale di Anne.
- Oliver Trenchard, interpretato da Richard Goulding, doppiato da Simone D'Andrea.
Figlio minore di Anne e James.
- Speer, interpretata da Bronagh Gallagher, doppiata da Barbara De Bortoli.
Cameriera personale di Susan.
- Stephen Bellasis, interpretato da James Fleet, doppiato da Stefano De Sando.
Reverendo e fratello minore di Peregrine. Infelice del proprio mestiere e invidioso del fratello.
- John Bellasis,interpretato da Adam James, doppiato da Christian Iansante.
Figlio di Stephen, bramoso e tronfio.
- Lady Maria Grey, interpretata da Ella Purnell, doppiata da Lucrezia Marricchi.
Impostale dalla madre a sposare John, stringerà amicizia con Charles.
- Corinne Grey, interpretata da Tara Fitzgerald, doppiata da Cinzia De Carolis.
Contessa madre di Templemore e madre di Maria.
- Charles Pope, interpretato da Jack Bardoe, doppiato da Manuel Meli.
Giovane mercante di cotone, ignaro della sua ascendenza.
- Grace Bellasis, interpretata da Diana Hardcastle.
Moglie di Stephen.
- Peregrine Bellasis, interpretato da Tom Wilkinson, doppiato da Carlo Valli.
Conte di Brockenhurst e fratello maggiore di Stephen.

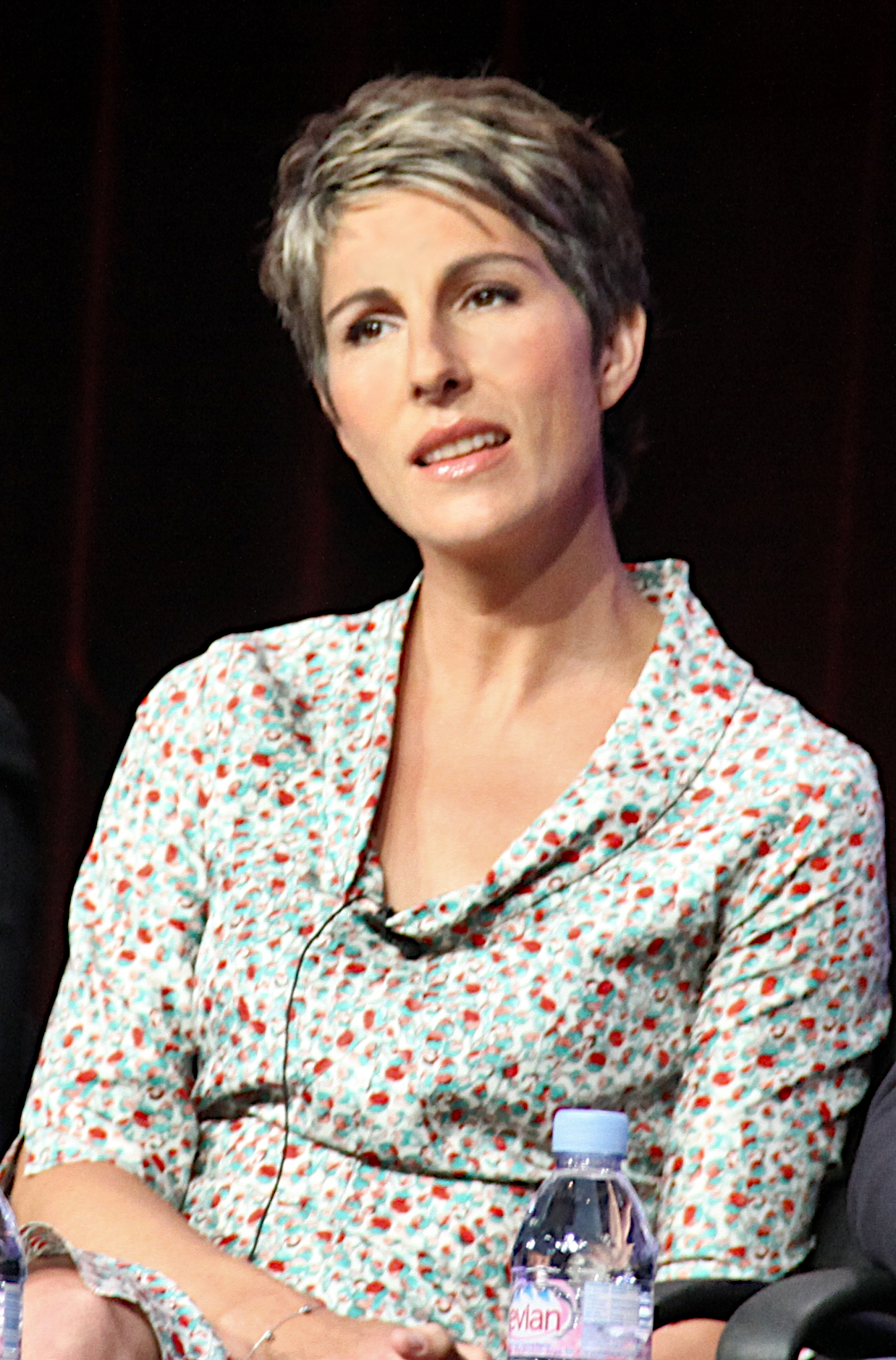
Tamsin Greig
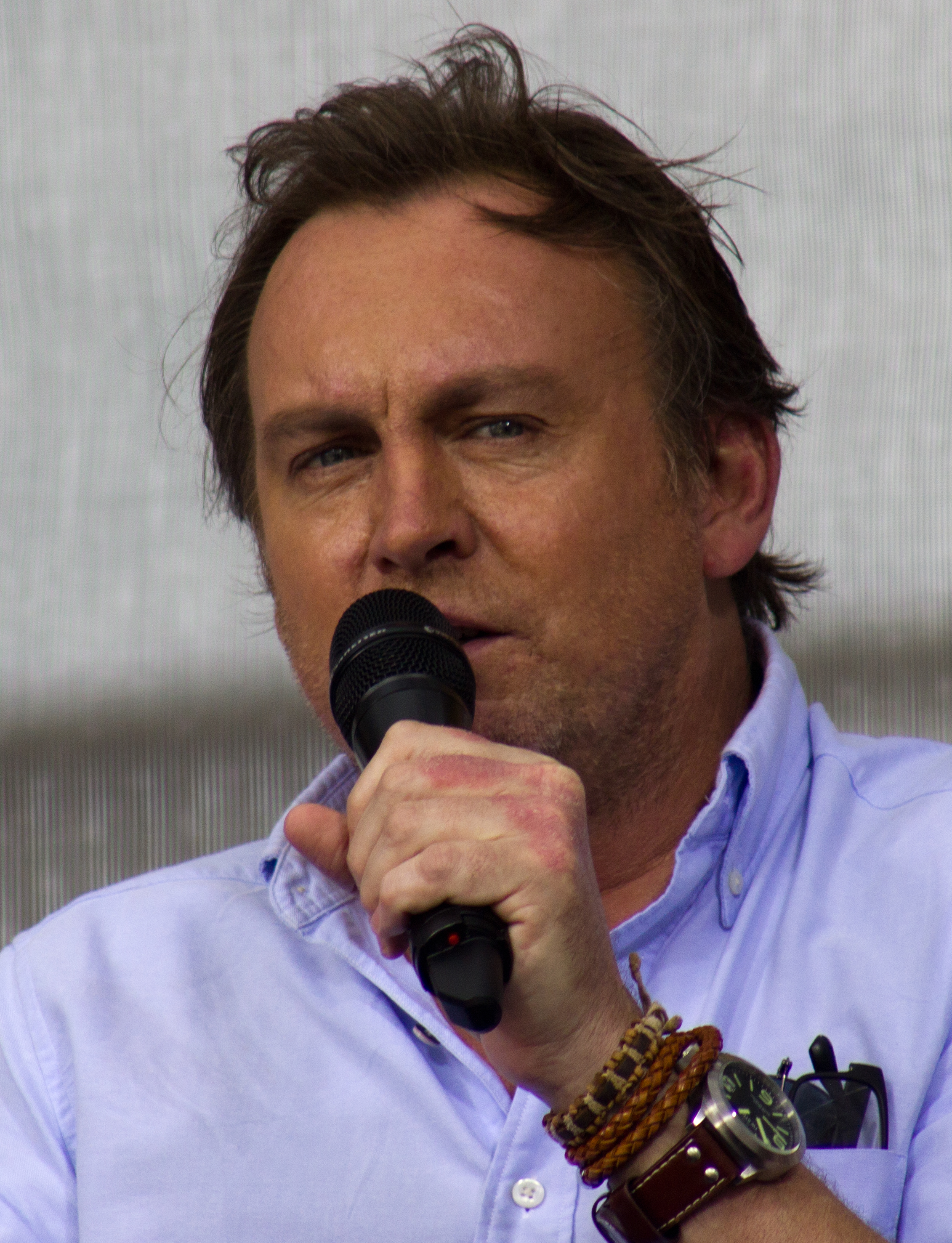
Philip Glenister
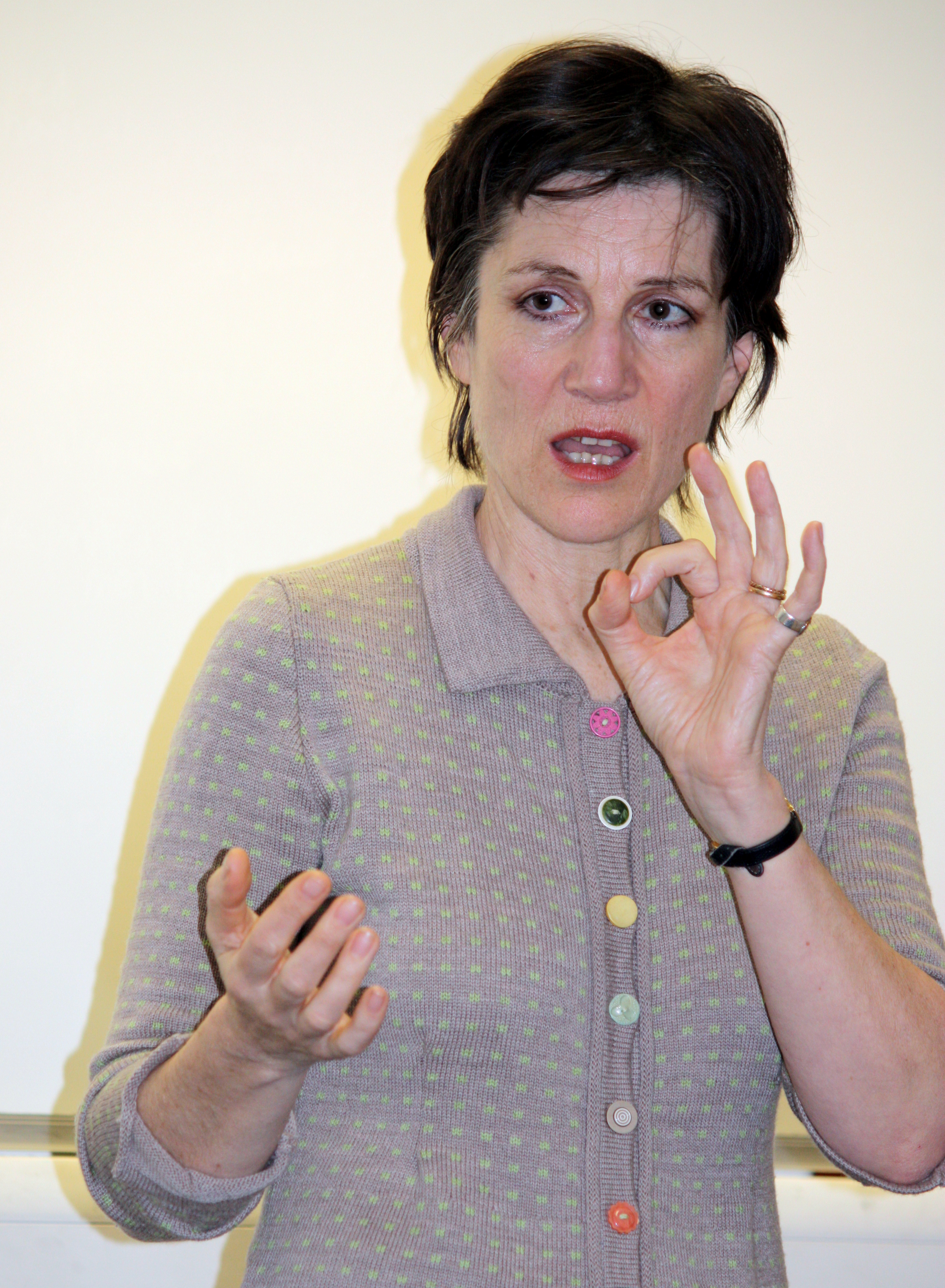
Harriet Walter
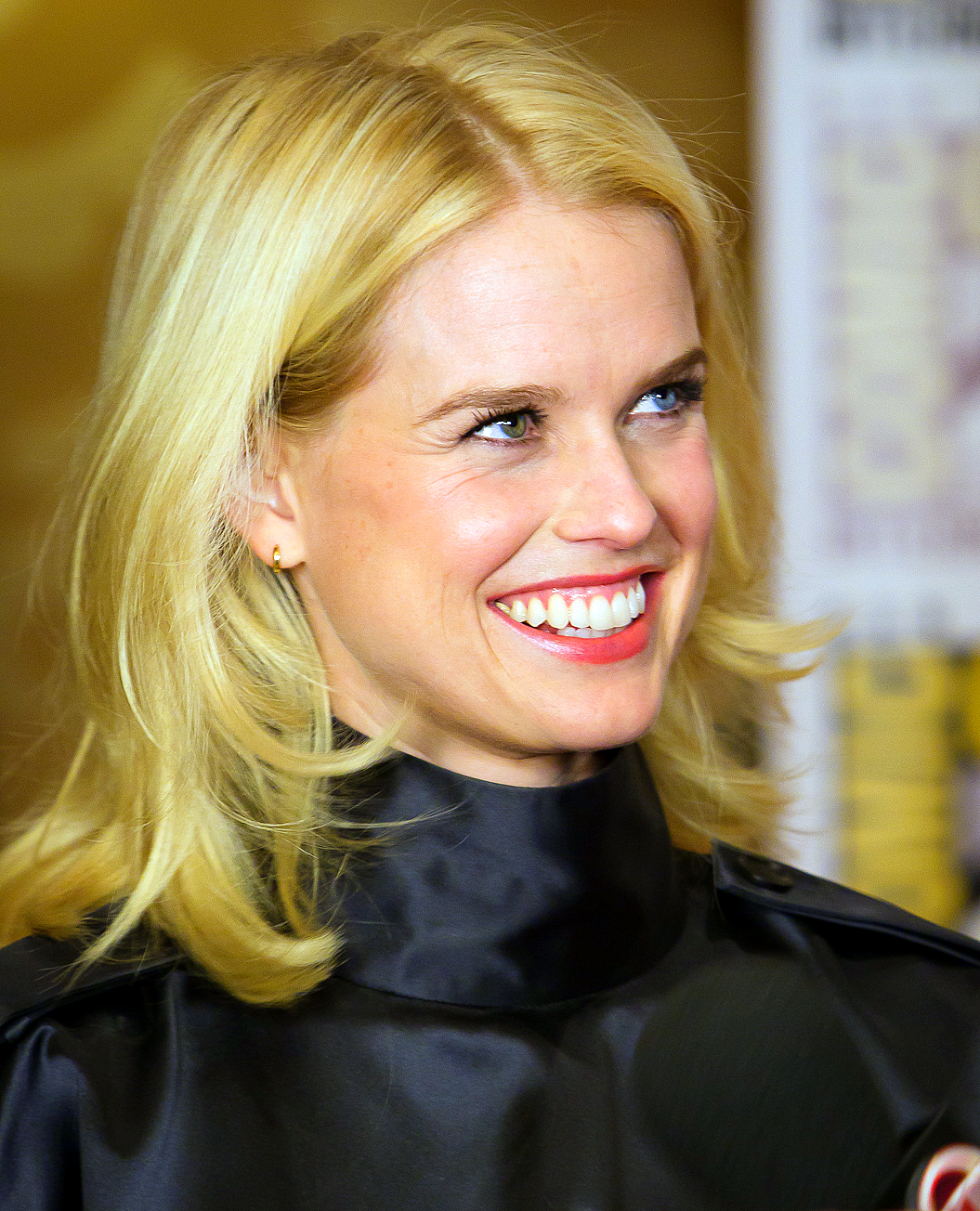
Alice Eve
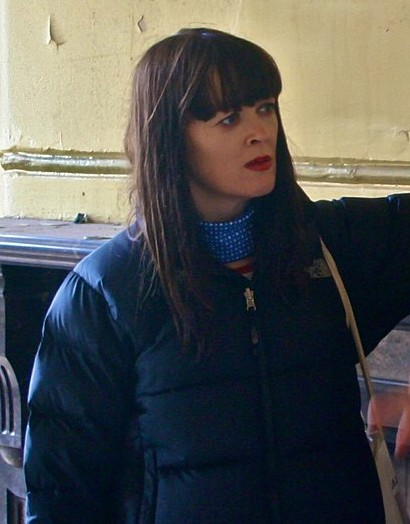
Bronagh Gallagher
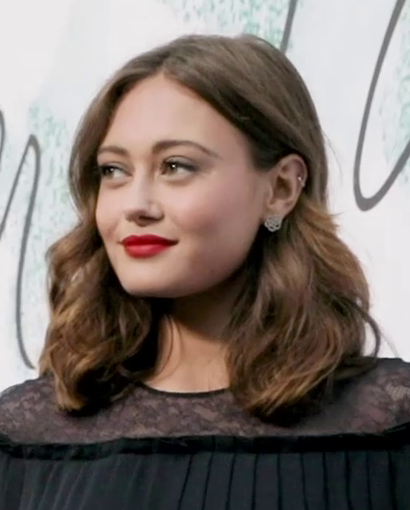
Ella Purnell
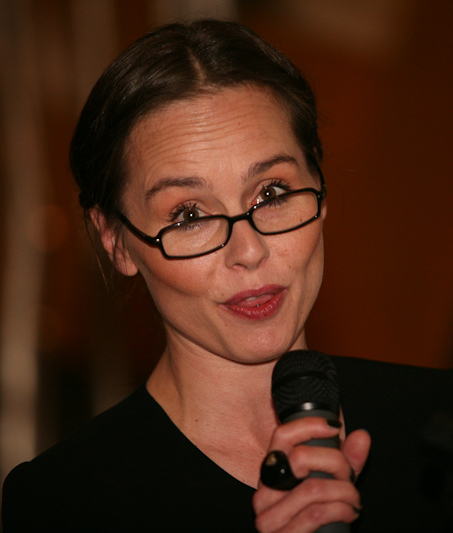
Tara Fitzgerald
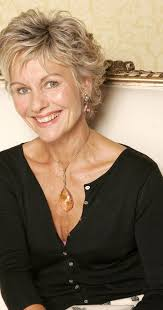
Diana Hardcastle
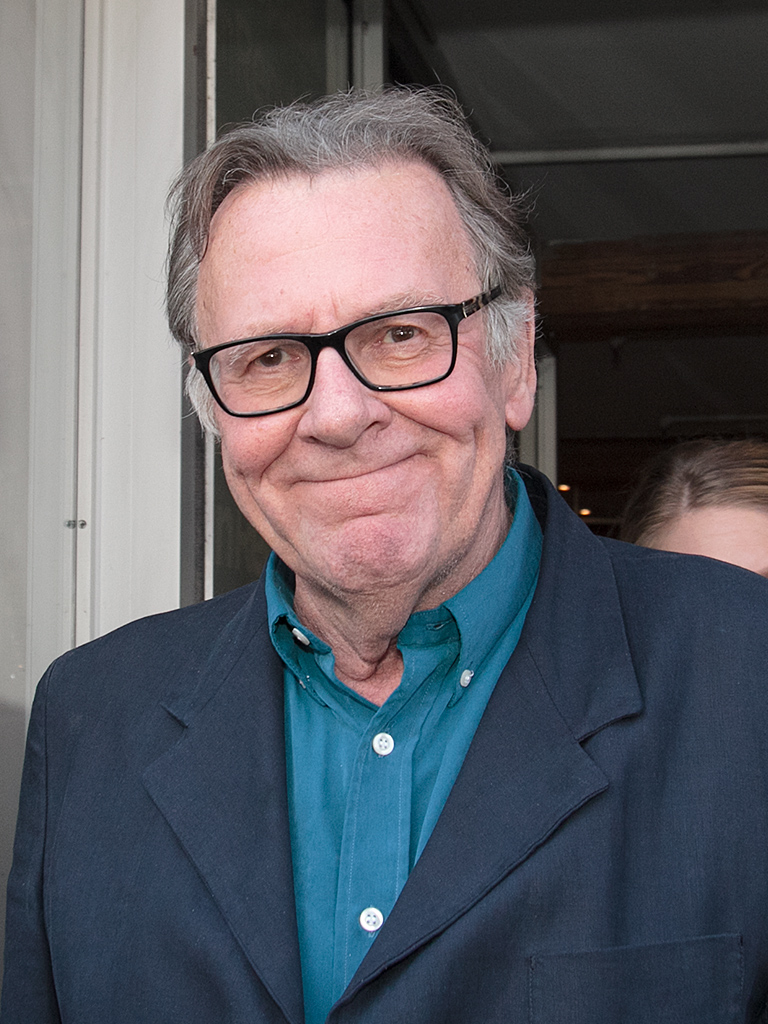
Tom Wilkinson

### Ricorrenti
- Arthur Wellesley, duca di Wellington, interpretato da Nicholas Rowe, doppiato da Mario Cordova.
- Duchessa di Richmond, interpretata da Diana Kent, doppiata da Aurora Cancian.
- Duca di Richmond, interpretato da Robert Portal.
- Sophia Trenchard, interpretata da Emily Reid, doppiata da Rossa Caputo.
Figlia maggiore di Anne e James.
- Edmund, interpretato da Jeremy Neumark Jones, doppiato da Fabrizio De Flaviis.
Visconte Bellasis, figlio unico di Caroline e Peregrine.
- Signora Pope, interpretata da Serena Evans, doppiata da Graziella Polesinanti.
Madre adottiva di Charles.

## Produzione
Il 14 gennaio 2019 è stato annunciato che ITV ordinò un adattamento televisivo in sei puntate del romanzo del 2016 Belgravia di Julian Fellowes. La miniserie sarebbe stata sceneggiata da Fellowes e diretta da John Alexander. I produttore esecutivi Gareth Neame, Nigel Marchant e Liz Trubridge con Colin Wratten come produttore. E come casa di produzione coinvolta Carnival Films. L'8 febbraio 2019 la rete televisiva via cavo statunitense Epix si unì alla produzione come co-produttore.
La lavorazione iniziò nell'estate del 2019. La maggior parte delle scene esterne è stata girata a Edimburgo, con l'area di New Town per sostituire Belgravia. Altri luoghi includono il municipio di Edimburgo e Hopetoun House.
Le scene ambientate a Bruxelles sono state girate in Scozia, a Wrest Park nel Bedfordshire e alla Bath Assembly Hall. L’esterno della residenza di Trenchard è stata filmata a Moray Place, a Edimburgo; le scene interne sono avvenute in una tenuta nel Berwickshire in Scozia e a Basildon Park e Syon House a Londra. Il castello di Anne Trenchard è fittizio, così è stato impiegato il maniero di Loseley Park a Guildford.
La produzione visitò il Chatham Dockyard e girò sul molo Anchor Wharf, la merceria Tarred come il ristorante di Pimm e le strade intorno Ropery per sostituire il mercato di Londra e Girton’s Mill. Ulteriori luoghi includono i giardini al palazzo Hampton Court, il Athenaeum Club a Londra e Quarry Bank Mill nel Cheshire.

## Distribuzione
La miniserie ha debuttato nel Regno Unito su ITV il 15 marzo 2020 e negli Stati Uniti il 12 aprile seguente su Epix. In Italia è stata trasmessa su Sky Serie dal 6 al 20 ottobre 2021.

## Sequel
Nel settembre 2022 è stata annunciata una miniserie sequel, ambientata 25 anni dopo gli eventi di Belgravia, sviluppata e scritta da Helen Edmundson.